# ÖFB Frauen Bundesliga
La ÖFB Frauen Bundesliga, nota col nome sponsorizzato di ADMIRAL Frauen Bundesliga dalla stagione 2023-24, è la massima serie del campionato austriaco femminile di calcio. È organizzata dalla ÖFB per squadre femminili e la vincitrice assume il titolo di campione nazionale. Al torneo partecipano 10 squadre ed è organizzato con un girone di andata e ritorno, per un totale di 18 gare. A partire dal 2002, la vincitrice si qualifica per la UEFA Women's Champions League. Il detentore del titolo è il St. Pölten, vincitore delle ultime nove edizioni, mentre le squadre maggiormente titolate sono l'Austria Vienna/Landhaus e il Neulengbach, con 12 campionati vinti ciascuno.

## Formula

### Formula del torneo
Nella stagione 2024-25 la Bundesliga si disputa su due fasi, secondo un formato introdotto proprio in questa stagione. Nella prima fase, le dieci squadre si affrontano in un girone all'italiana con partite di andata e ritorno, per un totale di 18 giornate. Al termine della stagione regolare, le prime quattro classificate accedono al girone per il titolo, mentre le restanti sei accedono al girone per la salvezza. In entrambi i gironi della seconda fase le squadre si affrontano in partite di andata e ritorno. La vincitrice del girone per il titolo è dichiarata campione d'Austria ed accede all'UEFA Women's Champions League; anche la seconda classificata ha accesso alla massima competizione UEFA. L'ultima classificata retrocede direttamente in ÖFB 2. Frauen Bundesliga.
Fino alla stagione 2023-24, ad eccezione delle stagioni dalla 2007-08 alla 2009-10, la Bundesliga si è disputata su un girone all'italiana con partite di andata e ritorno, per un totale di 18 giornate. Al termine della stagione, la vincitrice venica dichiarata campione d'Austria ed accedeva all'UEFA Women's Champions League; una seconda squadra aveva avuto accesso alla massima competizione UEFA nelle stagioni in cui era previsto. L'ultima classificata retrocedeva direttamente in ÖFB 2. Frauen Bundesliga. Anche tra le stagioni 2007-08 e 2009-10 la formula della Bundesliga prevedeva una doppia fase: nella prima, tutte le squadre affrontavano le altre una volta in casa ed una volta in trasferta, per un totale di 18 partite. Sulla base della classifica così ottenuta, nella seconda fase i primi cinque club classificati disputavano i play-off per il titolo, ancora una volta con partite di andata e ritorno (8 in totale), allo stesso modo le squadre piazzatesi dal 6º al 10º posto disputano i play-out, in cui l'ultima classificata retrocedeva in 2. Frauen Bundesliga. In questa fase i punti accumulati in precedenza venivano dimezzati.

### Sistema di punteggio e discriminanti
Per ogni partita vengono assegnati 3 punti alla squadra vincitrice, zero alla perdente e un punto ciascuna in caso di pareggio. Prima della stagione 1995-1996, invece di 3 punti per vittoria ne venivano assegnati 2.
In caso di parità di punteggio per l'assegnazione del posto in classifica valgono, nell'ordine, le seguenti discriminanti:
1. La differenza reti generale;
2. Il maggior numero di gol segnati durante la stagione;
3. Il maggior numero di punti ottenuti negli scontri diretti;
4. La differenza reti negli scontri diretti;
5. Il maggior numero di gol segnati negli scontri diretti in trasferta;
6. Il maggior numero di gol segnati fuori casa in generale.

### Organizzazione
Solo dalla stagione 1982-1983 il campionato venne gestito dalla federazione austriaca, a livello nazionale. In precedenza, era organizzato dalla Wiener Fußball-Verband, e l'attività si concentrava quasi esclusivamente nella zona di Vienna. A partire dalla stagione 2005-2006 la ÖFB operò una riforma del calcio femminile, assumendosi altresì tutte le competenze circa la composizione, l'organizzazione e la disputa delle partite di campionato.

## Squadre partecipanti
Alla stagione 2024-25 prendono parte le seguenti dieci squadre:
- Altach
- Austria Vienna
- Bergheim
- First Vienna
- Kleinmünchen/Blau-Weiß Linz
- LASK
- Lustenau/Dornbirn
- Neulengbach
- St. Pölten
- Sturm Graz

## Albo d'oro
come Damenliga Ost – 1. Leistungsstufe, organizzata dalla WFV
- 1972-1973:  FavAC (1)
- 1973-1974:  Landhaus Vienna (1)
- 1974-1975:  Ankerbrot (1)
- 1975-1976:  Landhaus Vienna (2)
- 1976-1977:  Elektra Vienna (1)
- 1977-1978:  Landhaus Vienna (3)
- 1978-1979:  Elektra Vienna (2)
- 1979-1980:  Elektra Vienna (3)
- 1980-1981:  Landhaus Vienna (4)

come 1. Frauen-Bundesliga, organizzata dall'ÖFB
- 1981-1982:  Landhaus Vienna (5)
- 1982-1983:  Landhaus Vienna (6)
- 1983-1984:  Aspern (1)
- 1984-1985:  Ostbahn XI (1)
- 1985-1986:  Leoben (1)
- 1986-1987:  Leoben (2)
- 1987-1988:  Landhaus Vienna (7)
- 1988-1989:  Landhaus Vienna (8)
- 1989-1990:  Union Kleinmünchen (1)
- 1990-1991:  Union Kleinmünchen (2)
- 1991-1992:  Union Kleinmünchen (3)
- 1992-1993:  Union Kleinmünchen (4)
- 1993-1994:  Union Kleinmünchen (5)
- 1994-1995:  Landhaus Vienna (9)
- 1995-1996:  Union Kleinmünchen (6)
- 1996-1997:  Landhaus Vienna (10)
- 1997-1998:  Union Kleinmünchen (7)
- 1998-1999:  Union Kleinmünchen (8)
- 1999-2000:  Landhaus Vienna (11)
- 2000-2001:  Landhaus Vienna (12)

come Bundesliga Frauen
- 2001-2002:  Innsbrucker AC (1)
- 2002-2003:  Neulengbach (1)
- 2003-2004:  Neulengbach (2)
- 2004-2005:  Neulengbach (3)

come ÖFB-Frauenliga
- 2005-2006:  Neulengbach (4)
- 2006-2007:  Neulengbach (5)
- 2007-2008:  Neulengbach (6)
- 2008-2009:  Neulengbach (7)
- 2009-2010:  Neulengbach (8)
- 2010-2011:  Neulengbach (9)
- 2011-2012:  Neulengbach (10)

come ÖFB Frauen Bundesliga
- 2012-2013:  Neulengbach (11)
- 2013-2014:  Neulengbach (12)
- 2014-2015:  St. Pölten-Spratzern (1)
- 2015-2016:  St. Pölten-Spratzern (2)
- 2016-2017:  St. Pölten (3)
- 2017-2018:  St. Pölten (4)
- 2018-2019:  St. Pölten (5)
- 2019-2020: titolo non assegnato
- 2020-2021:  St. Pölten (6)
- 2021-2022:  St. Pölten (7)
- 2022-2023:  St. Pölten (8)
- 2023-2024:  St. Pölten (9)
- 2024-2025:  St. Pölten (10)

## Statistiche

### Vittorie per club
| Club                    | Vittorie |
| ----------------------- | -------- |
| Austria Vienna/Landhaus | 12       |
| Neulengbach             | 12       |
| St. Pölten              | 10       |
| Union Kleinmünchen      | 8        |
| Elektra Vienna          | 3        |
| Leoben                  | 2        |
| FavAC                   | 1        |
| Ostbahn XI              | 1        |
| Ankerbrot               | 1        |
| Aspern                  | 1        |
| Innsbrucker AC          | 1        |